# غوستافو أليماو
غوستافو أليكس مولر المعروف بـاغوستافو مولر (23 مارس 2000 في البرازيل – )؛ هو لاعب كرة قدم إماراتي من أصل برازيلي يلعب كمدافع في نادي النصر.

## مسيرة اللاعب
لعب في نادي فلامنغو و احترف في الإمارات في نادي الشارقة ونادي النصر و حصل على الجنسية الإماراتية في عام 2024.

## وصلات خارجية
- غوستافو مولر على موقع قاعدة بيانات كرة القدم.إي يو (الإنجليزية)